# Islandssjön
Islandssjön är en sjö i Munkedals kommun i Bohuslän och ingår i Örekilsälvens huvudavrinningsområde. Sjön är 4 meter djup, har en yta på 0,0807 kvadratkilometer och är belägen 89,2 meter över havet.

## Delavrinningsområde
Islandssjön ingår i det delavrinningsområde (650304-125881) som SMHI kallar för Mynnar i Kärnsjön. Medelhöjden är 145 meter över havet och ytan är 31,11 kvadratkilometer. Det finns inga avrinningsområden uppströms utan avrinningsområdet är högsta punkten. Fjällevadsbäcken som avvattnar avrinningsområdet har biflödesordning 2, vilket innebär att vattnet flödar genom totalt 2 vattendrag innan det når havet efter 18 kilometer. Avrinningsområdet består mestadels av skog (73 procent) och öppen mark (17 procent). Avrinningsområdet har 0,75 kvadratkilometer vattenytor vilket ger det en sjöprocent på 2,4 procent.